# Taxodioideae
Taxodioideae è una sottofamiglia delle Cupressaceae.

## Tassonomia
| Immagini | Generi        | Specie viventi                                               |
| -------- | ------------- | ------------------------------------------------------------ |
|          | Taxodium      | - Taxodium distichum (L.) Rich. - Taxodium huegelii C.Lawson |
|          | Glyptostrobus | - Glyptostrobus pensilis(Staunton ex D.Don) K.Koch           |
|          | Cryptomeria   | - Cryptomeria japonica(L.f.) D.Don                           |